# 007 și imperiul zilei de mâine
007 și imperiul zilei de mâine (în engleză Tomorrow Never Dies) este un film thriller cu spioni din 1997 regizat de Roger Spottiswoode. Este al 18-lea din seria de filme cu James Bond.

## Prezentare
James Bond investighează scufundarea unei nave de război britanice în apele Chinei, furtul uneia dintre rachetele navei și împușcarea unui avion de luptă chinez. Descoperă o legătură cu mogulul media Elliot Carver, care sugerează că acest Carver a achiziționat un codificator GPS de pe piața neagră. Bond se confruntă cu agentul chinez Wai Lin, care investighează de asemenea această chestiune, iar cei doi sunt de acord să lucreze împreună. Ei descoperă că Carver folosea codificatorul GPS pentru a devia nava britanică de pe cursul său, în apele chineze pentru a incita un război. Cu flota britanică în drum spre China, James Bond și Wai Lin găsesc nava Stealth a lui Carver, urcă la bord și o împiedică să tragă rachetă britanică la Beijing. Ei fac o gaură în navă, expunând-o pe radar, ducând la scufundarea navei, așadar s-a ajuns la evitarea războiului dintre Marea Britanie și China.

## Distribuție
- Pierce Brosnan - James Bond 007
- Jonathan Pryce - Elliot Carver
- Michelle Yeoh - Wai Lin
- Teri Hatcher - Paris Carver
- Ricky Jay - Henry Gupta
- Götz Otto - M. Stamper
- Joe Don Baker - Jack Wade
- Vincent Schiavelli - Dr Kaufman
- Judi Dench - M
- Desmond Llewelyn - Q
- Samantha Bond - Miss Moneypenny
- Colin Salmon - Charles Robinson
- Geoffrey Palmer - Amiral Roebuck
- Julian Fellowes - Ministrul britanic al apărării
- Terence Rigby -  General Bukharin
- Cecilie Thomsen - Inga Bergstrom
- Nina Young - Tamara Steel